# Beatriu Gómez Franquet
Beatriu Gómez Franquet (Barcelona, 6 mei 1987) is een voormalig Spaanse langebaanschaatsster en inline-skatester.

## Biografie
Gómez is de dochter van de Spaanse schaatser Antonio Gómez Fernandez die in het verleden bekend werd door zijn amateuristische maar zeer enthousiaste deelnames aan vele internationale wedstrijden. Ze is vernoemd naar de Nederlandse koningin Beatrix. Ze volgde de lerarenopleiding aan de universiteit van Barcelona. Gómez was zowel internationaal als schaatser als in het inline-skaten actief. Met schaatsen begon ze in 1996 bij de Club Skid Delta waar haar vader trainer was.

### Internationale wedstrijden
Haar eerste internationale wedstrijden als schaatsster waren op 27 december en 28 december 2003 waar zij in Baselga di Pinè als eerste vrouw officiële Spaanse schaatsrecords neerzette. Ze reed op de 500 meter 49,50, op de 1000 meter 1.39,46 en op de 1500 meter een tijd van 2.35,47. Hiermee was ze ruim sneller dan haar vader ooit geschaatst had. In datzelfde jaar deed ze in de zomer ook mee aan het Europees Kampioenschap inline-skaten in Nederland. Haar persoonlijke records op de langebaan zijn allemaal gereden tijdens de worldcupwedstrijden in Salt Lake City in november 2005, het jaar waarin ze zich het best voorbereidde op de grote wedstrijden. In 2006 kon ze door een slepende rugblessure geen internationale wedstrijden rijden, behalve het WK voor junioren in Erfurt en ook in 2007 miste ze het seizoen. In 2008 maakte ze bekend met schaatsen op topniveau te stoppen.

## Persoonlijke records
| Afstand    | Tijd    | Datum            | Baan           |
| ---------- | ------- | ---------------- | -------------- |
| 500 meter  | 43,90   | 20 november 2005 | Salt Lake City |
| 1000 meter | 1.23,73 | 18 november 2005 | Salt Lake City |
| 1500 meter | 2.10,52 | 20 november 2005 | Salt Lake City |
| 3000 meter | 4.29,21 | 18 november 2005 | Salt Lake City |

## Deelnames en uitslagen wedstrijden

### Schaatsen
Wereldkampioenschap schaatsen junioren 2005, 18-20 februari 2005 Seinäjoki
- 500m 45.12 37e
- 1000m 1:31.20 35e
- 1500m 2:17.31 30e
- minivierkamp nq 34e

Internationale wedstrijd Berlijn 14 oktober 2005
- 500m 44.60 5e
- 1000m 1.29.00 21e

Internationale wedstrijd Berlijn 23 oktober 2005
- 500m 44.60 21

Internationale wedstrijd (seizoensopening) Erfurt, Duitsland 29 oktober 2005
- 500m 45.06 20e
- 3000m 4.50.16 2e

Olympic Oval Invitational, Calgary, Canada, 6 november 2005
- 1000m 1:26.18 23e
- 3000m 4:34.20 17e

World Cup allround, Calgary, 12 - 13 november 2005
- 1500m 2:11.72 38e
- 3000m 4:37.25 35e

World Cup, Salt Lake City, 18 - 20 november 2005
- 500m 43.90 56e
- 1000m 1:23.73 49e
- 1500m 2:10.52 36e
- 3000m 4:29.21 30e

World Cup, Torino, Italië, 10 december 2005
- 3000m 4:45.45 23e

Wereldkampioenschappen schaatsen junioren 2006, Erfurt, Duitsland, 10 maart 2006
- 500m 44.01 39e
- 1000m 1:28.16 41e
- 1500m 2:13.03 35e
- minivierkamp nq 39e

### Inline-skaten
- 7 gouden afstandsmedailles bij de Spaanse skeelerkampioenschappen
- 7 zilveren afstandsmedailles bij de Spaanse skeelerafstandskampioenschappen
- 4 bronzen afstandsmedailles bij de Spaanse skeelerafstandskampioenschappen
- Europees Kampioen 3000 meter 2002
- Bronzen medaille 3000 meter 2001
- 4e plaats Marathon Spain Absolute 2001